# Нова Березовка (Іглінський район)
Нова Бере́зовка (рос. Новая Берёзовка, башк. Яңы Берёзовка) — присілок у складі Іглінського району Башкортостану, Росія. Входить до складу Калтимановської сільської ради.
Населення — 94 особи (2010; 122 в 2002).
Національний склад:
- росіяни — 50 %